# Triton Hopper
Triton Hopper là một tàu đổ bộ của NASA được đề xuất sẽ khám phá Triton, vệ tinh lớn nhất của Sao Hải Vương. Triton Hopper sẽ khai thác lượng băng nitơ dồi dào trên bề mặt Triton và sử dụng nó làm nhiên liệu đẩy cho nhiều chuyến bay ngắn khám phá các địa điểm khác nhau. Triton Hopper sang giai đoạn II vào tháng 3 năm 2018.

## Lịch sử
Triton là vệ tinh tự nhiên lớn nhất của Sao Hải Vương. Năm 1989, Voyager 2 đã bay qua Triton ở khoảng cách 40.000 km và phát hiện ra một số núi lửa băng trên bề mặt của vệ tinh này. Triton đang hoạt động địa chất; bề mặt của nó còn tương đối trẻ và có tương đối ít hố va chạm. Vệ tinh này có một bầu khí quyển rất mỏng.
Triton Hopper bắt đầu giai đoạn I vào năm 2015 và chuyển sang giai đoạn II vào tháng 3 năm 2018. Các công nghệ mới của Triton Hopper đang được NIAC dần dần hoàn thiện.

## Tổng quan
Theo đề xuất, Triton Hopper sẽ sử dụng động cơ tên lửa đồng vị phóng xạ. Con tàu sẽ thu thập băng nitơ bên trên hoặc dưới bề mặt, làm nóng băng nitơ dưới áp suất và sử dụng nó làm nhiên liệu đẩy để khám phá Triton. Vấn đề lớn nhất là cần tìm hiểu cách khai thác băng nitơ cũng như cách đốt nóng băng nitơ để sử dụng làm nhiên liệu đẩy.
Khi bay trên không, tàu có thể thu được hình ảnh và video trong suốt chuyến bay. Khi ở trên mặt đất, Triton Hopper có thể chụp ảnh và phân tích thành phần hóa học cũng như thành phần địa chất của bề mặt Triton. Con tàu có thể bay qua các mạch nước phun trên bề mặt Triton để phân tích thứ phun ra từ chúng.